# Elan
För andra betydelser, se Elan (olika betydelser).
Elan, är en slovensk skidtillverkare (alpint och backhoppning), segel- och motorbåtstillverkare och sportutrustningtillverkare. Bolagets hemort är Begunje. Under 1970-talet specialiserade man sig på skidor och utvecklades till ett av de ledande företagen. En av företagets största åkare och ansikten utåt är Ingemar Stenmark.

## Historia

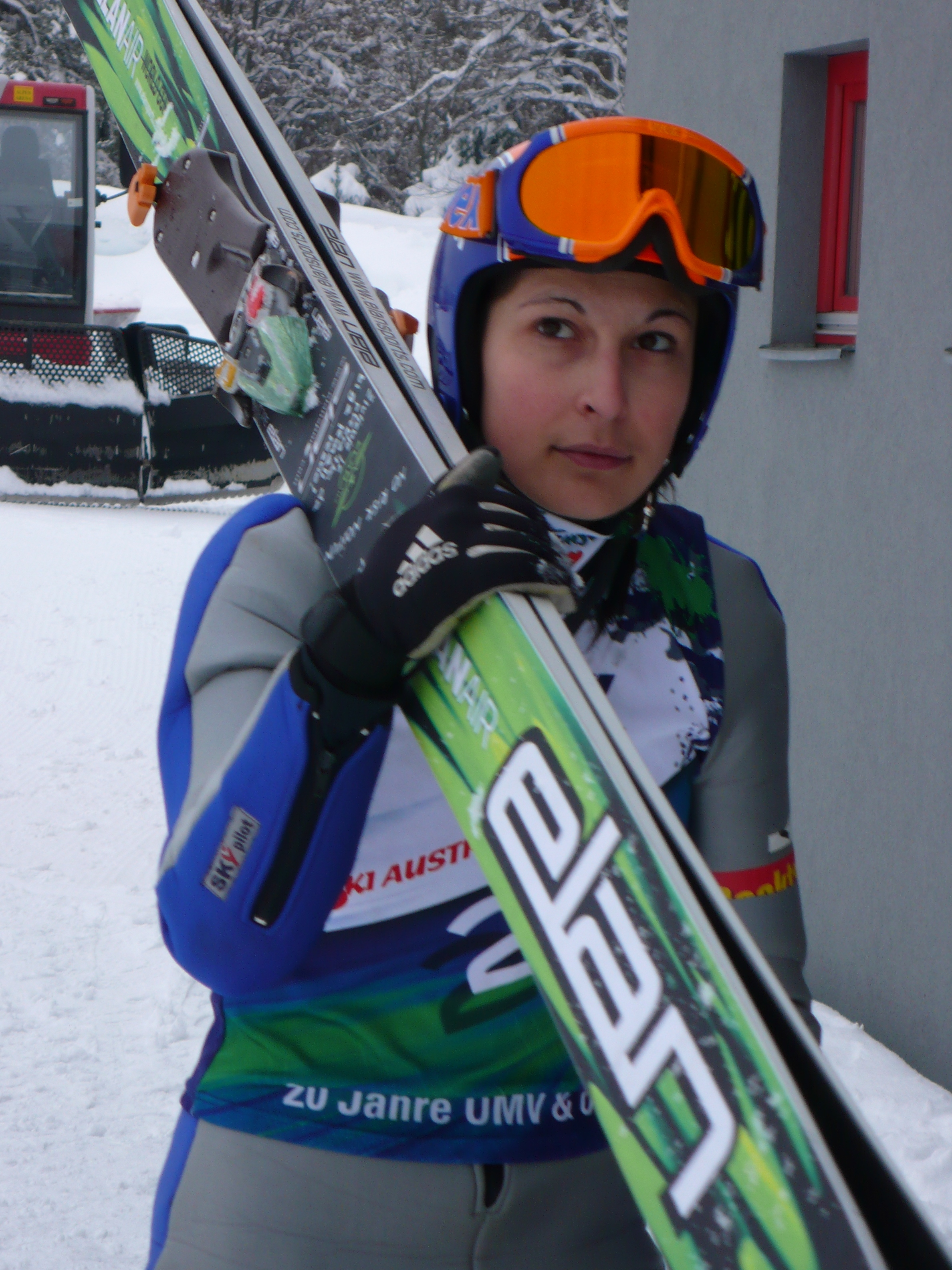
Anja Tepeš med ett par Elanskidor.

Elan går tillbaka till en verksamhet som tillverkade skidor för partisanerna under deras krig mot Tyskland under andra världskriget. Bolaget grundades 24 september 1945 av dussintalet personer under ledning av backhopparen Rudi Finžgar. Gruppen bestod av ingenjörer och hantverkare. Elan kunde under resten av året producera 800 par skidor. 1948 blev bolaget förstatligat och samma år startade export till USA. 1963 startade bolagets utvecklingsavdelning.
I början tillverkade man diverse sportutrustning, förutom skidor även badminton- och tennisracketar. Under 1950-talet breddades produktionen till båtar, livräddningsutrustning, bordtennisutrustning, tennisracketar, hockeyklubbor och slädar. Det stora genombrottet för Elan kom under 1970-talet då bolaget fokuserade på sin skidproduktion och kunde knyta till sig Ingemar Stenmark som affischnamn. Stenmark fick ett par skidor av Elans svenska distributör som såg talangen Stenmark åka. Valet av skidtillverkare fick till följd att Ingemar Stenmark brevledes hotades av den kroatiska fascistorganisationen Ustasja, som menade att Stenmark indirekt stödde den jugoslaviska regimen.  Ett annat stort affischnamn var Bojan Križaj. Bolaget kunde fördubbla antalet anställda och blev en av världens ledande skidtillverkare. 
Omkring 1990 gick bolaget i konkurs och 1992 blev det köpt av en kroatisk bank. Bolaget utvecklade bland annat carving-tekniken inom skidor. I slutet av 1990-talet hamnade Elan åter i ekonomisk svårigheterna och togs över av den slovenska statens utvecklingsbolag. 2008 gick slovenska staten in med 90 miljoner kronor för att rädda bolaget. Elan har haft verksamhet i Österrike och Kroatien. Idag tillverkas årligen 300 000 par skidor av Elan vilket ger en marknadsandel på 8,5 procent. Bolaget tillverkar även skidor åt andra märken.

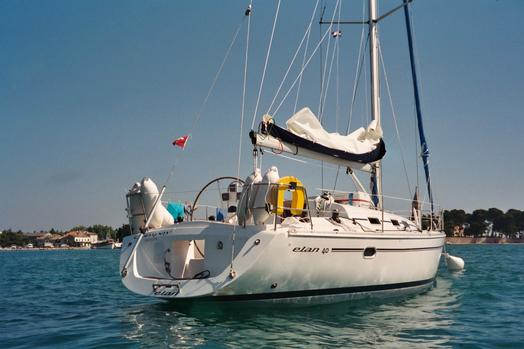
Elan 40 - Elan Marine